# Nitrospirota
Nitrospirota, podle starého označení Nitrospirae, je malý kmen gramnegativních bakterií, který zahrnuje pouze jedinou čeleď a v rámci ní několik rodů. Typovým rodem je Nitrospira, chemolitoautotrofní bakterie, která oxiduje dusitany (proces nitratace). Tato bakterie byla izolována z sladkých i slaných vod a půdy. Prvním objeveným zástupcem tohoto kmene byl v roce 1995 Nitrospira moscoviensis, izolovaný ze zkorodované železné trubky.